# 明里千章
明里 千章（あかり ちあき、男性、1952年（昭和27年）9月 - ）は、千里金蘭大学教授。
1976年（昭和51年）慶應義塾大学国文科卒、1980年（昭和55年）同大学院修士課程修了、1994年（平成6年）金蘭短期大学国文科専任講師、1997年（平成9年）助教授、のち校名変更で現職。

## 著書
- 谷崎潤一郎 自己劇化の文学 和泉書院 2001.6
- 小出楢重と谷崎潤一郎 小説「蓼喰ふ虫」の真相 小出龍太郎、荒川朋子共著 春風社 2006
- 村上春樹の映画記号学 若草書房 2008.10
- 中川成美、石原千秋、千野帽子、清水良典、金子明雄、青木亮人、飯田祐子、明里千章他 著、日本近代文学会関西支部 編『村上春樹と小説の現在』和泉書院、2011年3月10日。ISBN 978-4757605824。